# Burg Neurandsberg
Die Burg Neurandsberg liegt auf dem Schloßberg bei Neurandsberg, einem Ortsteil der Gemeinde Rattenberg im Landkreis Straubing-Bogen, Regierungsbezirk Niederbayern. Die Anlage wird als Bodendenkmal unter der Aktennummer D-2-6842-0002 im Bayernatlas als „untertägige mittelalterliche und frühneuzeitliche Befunde und Funde im Bereich der Burgruine Neurandsberg mit abgegangener spätmittelalterlicher Burgkapelle und frühneuzeitlicher Kath. Filial- und Wallfahrtskirche Mariae Geburt“ geführt. Ebenso ist sie unter der Aktennummer D-2-78-178-36 als Baudenkmal von Neurandsberg verzeichnet.

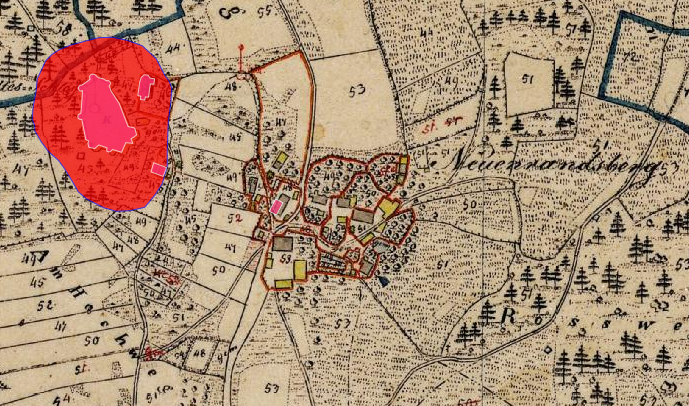
Lageplan der Burg Neurandsberg auf dem Urkataster von Bayern

## Lage und Beschreibung
Die Anlage besteht nur noch ruinös auf 588 m ü. NN oberhalb der gleichnamigen Ortschaft. Von der mittelalterlichen Anlage sind noch etwa vier Meter hohe Reste der Umfassungsmauer der Kernburg sowie Reste einer Zwingermauer mit Halbschalentürmen vorhanden.
Unterhalb der Gipfelburg, in der Nähe des Standortes der ehemaligen Burgkapelle, wurde 1698 bis 1700 eine Wallfahrtskirche errichtet. Diese überbaut die untertägigen Reste der abgegangenen Burgkapelle Mariä Geburt aus der Zeit um 1460. Erhalten geblieben ist dort eine sitzende Marienfigur mit dem Jesuskind, die sich zuvor in der Schlosskapelle befand. Die älteste der erhaltenen Votivtafeln stammt aus dem Jahr 1682. Die Ausstattung der Kirche ist spätbarock.

## Geschichte

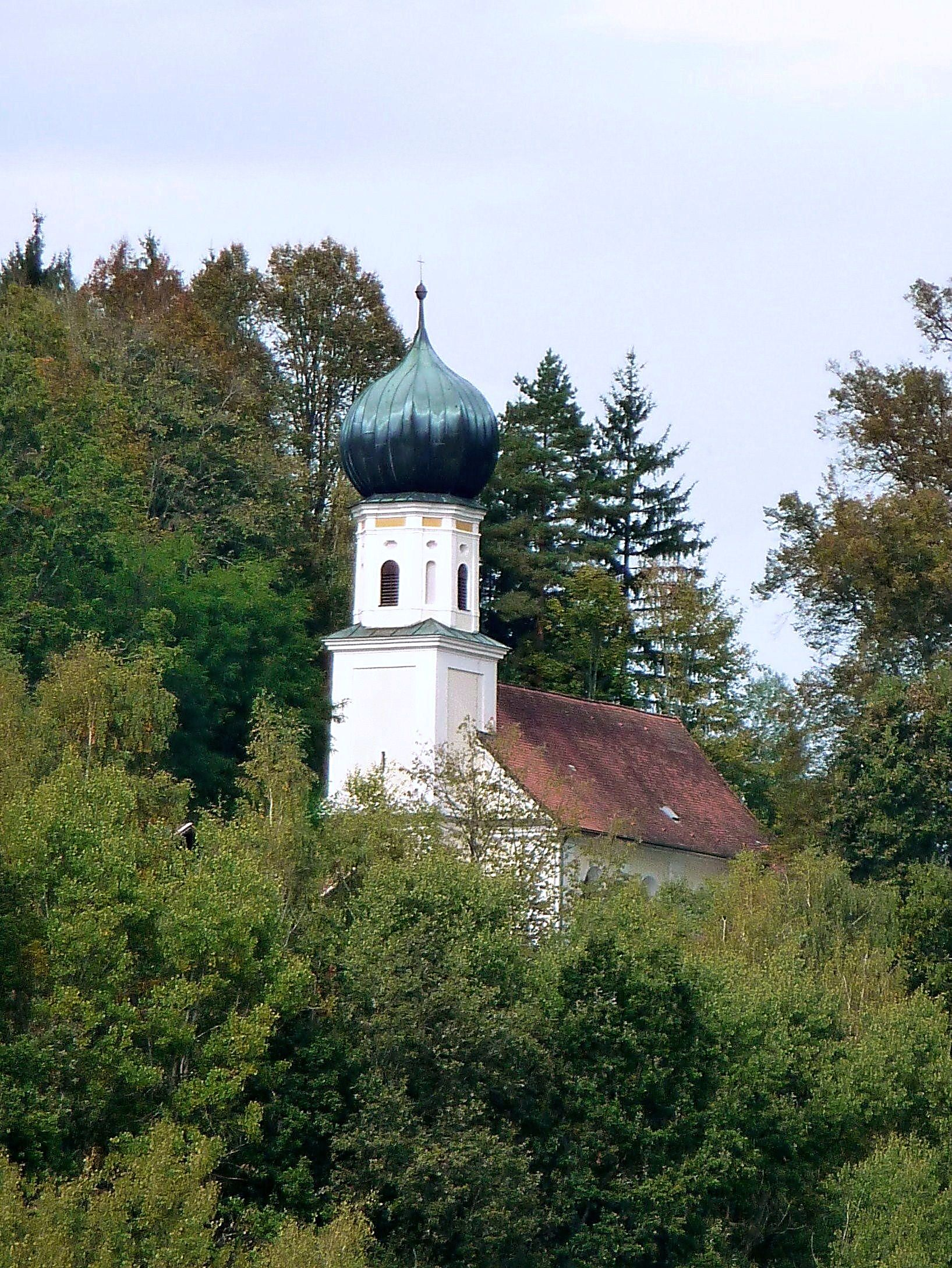
Wallfahrtskirche Mariä Geburt

Die Herren vom Rampsberg (Ramsperger) erschienen ab Mitte des 12. Jahrhunderts als Ministeriale der Grafen von Bogen und auch des Hochstiftes Passau. Um das Jahr 1330 erbaute ein Friedrich Ramsperger nur wenig südlich von der Stammburg der Familie in Altrandsberg die Burg Neurandsberg.
Nach 1436 eroberte Haimeran Heuraus die Burg im Auftrag von Herzog Albrecht III. (1438–1460).
In der Folgezeit waren verschiedene Familien im Besitz der Burg, beispielsweise um 1550 die Freiherren von Notthafft und sie diente später auch als Gefängnis.
Im Dreißigjährigen Krieg wurde die Burg 1633 von schwedischen Truppen unter dem Dragoneroberst Georg Christoph von Taupadel geschleift. Ein Wiederaufbau der Festungsanlage unterblieb, es wurde nur die Kirche wiedererrichtet. Bereits verfallen kam die Burg um 1800 zum bayerischen Pflegamt.
Das etwa 1,8 Hektar große Areal und die Gebäudereste sind als Bau- und Bodendenkmäler geschützt (Nr. D-2-6842-0002). Der Zugang ist ganzjährig frei. Infotafeln informieren über die Geschichte.